# Lüsterklemme

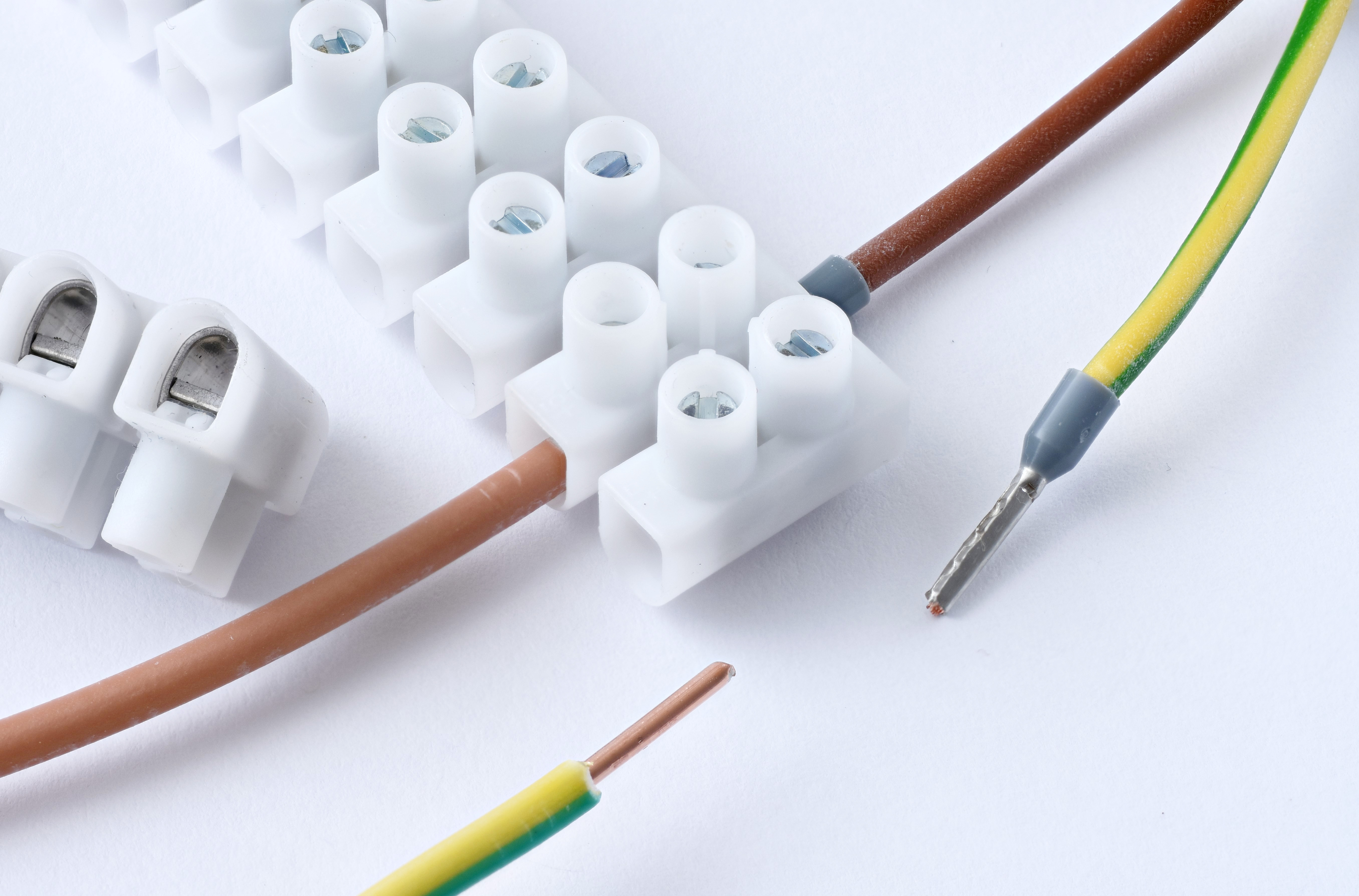
Lüsterklemmen

Eine Lüsterklemme, in Österreich Lusterklemme, Blockklemme oder Reihenklemme, in der Schweiz auch Leuchterklemme, in Bayern auch Klemmstein, ist eine Klemme zum Verbinden von ein- oder mehradrigen elektrischen Kabeln. Die Bezeichnung der Lüsterklemme nimmt Bezug auf den elektrischen Anschluss von Lüstern und anderen Deckenleuchten.

## Aufbau und Funktion
Die Lüsterklemme besteht aus einem isolierenden Kunststoff- oder Keramikgehäuse, dieses umgibt ein rohrförmiges Profil aus einem stromleitenden Material, meist vernickeltem Messing. Dieses Profil ist mit einer oder zwei Gewindebohrungen versehen, in die einfach- oder kreuzgeschlitzte Stiftschrauben, die als Klemmschrauben dienen, eingedreht wurden. In diesem Hohlprofil werden die abisolierten Enden der einzelnen Leitungen eingelegt und durch die Klemmschrauben befestigt.
Die Enden von Litzenadern müssen mit Aderendhülsen eingelegt werden, damit wird die Gefahr der mechanischen Beschädigung und Bruchgefahr der Einzellitzen durch die sich drehende Klemmschraube ausgeschlossen. Es gibt jedoch mittlerweile Lüsterklemmen mit Drahtschutz, bei der die Litzen von einem Plättchen – welches von der Schraube heruntergedrückt wird – fixiert werden. Hierfür sind dann keine Aderendhülsen notwendig.
Nicht zulässig ist ein Verzinnen der Litzenenden mit Lötzinn, da das Lot unter dem mechanischen Druck der Klemmschraube fließen und sich damit lockern würde, was ein Sicherheitsrisiko darstellen würde, einmal durch Tendenz zum Überhitzen bei bestimmungsgemäßer, elektrischer Belastung bis zur Brandbildung aufgrund verschlechterter Kontaktqualität, andererseits durch kompletten Kontaktverlust oder sogar mechanisches Herausrutschen mit zusätzlicher Kurzschlussgefahr. Je nach Drahtstärke sind Lüsterklemmen in verschiedenen Größen verfügbar.

## Arten und Verwendung

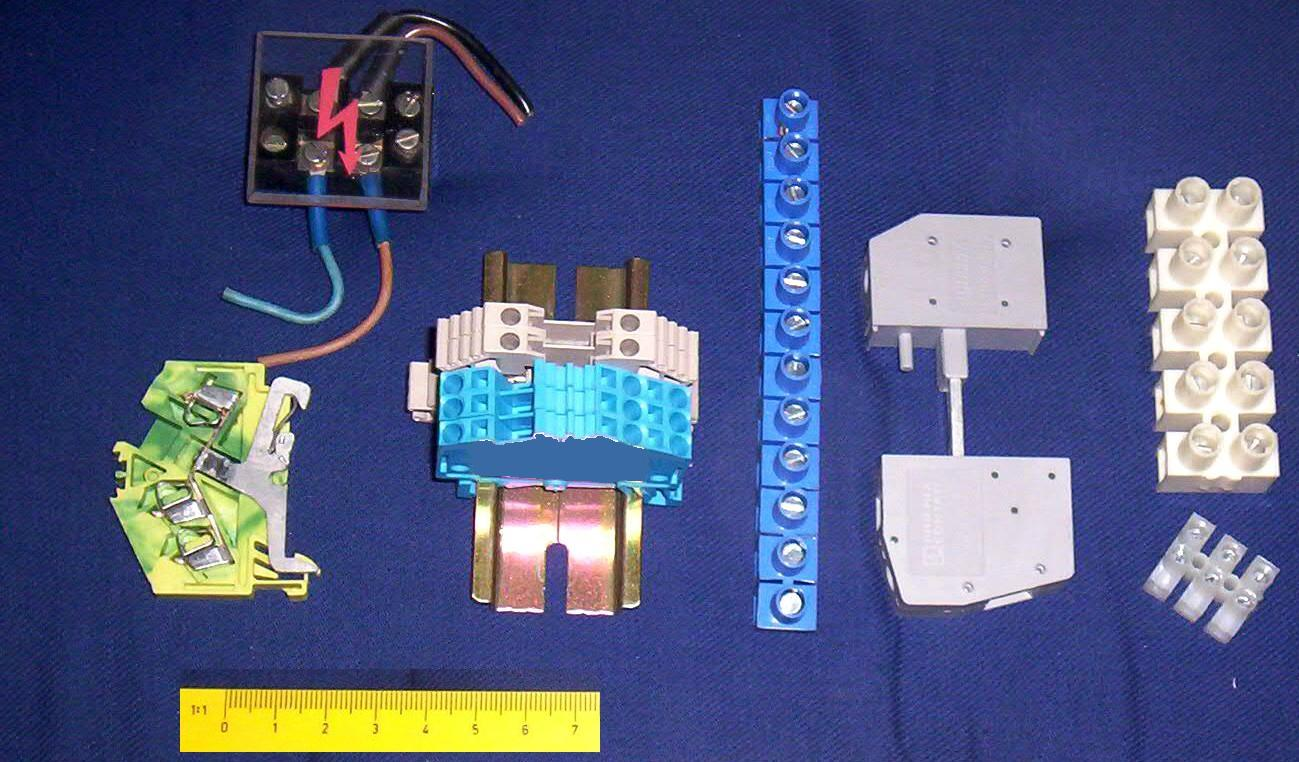
Diverse Klemmen,
in der Mitte und ganz rechts Lüsterklemmen verschiedener Größen und Polzahlen

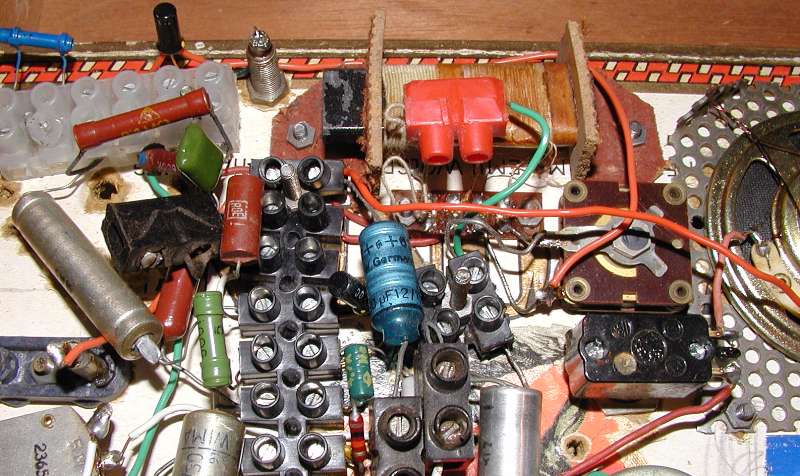
Experimentalaufbau mit Lüsterklemmen und einer Lötleiste (oben Mitte) aus den 1960er Jahren

Lüsterklemmen aus weichem oder hartem Kunststoff werden meist als zwölfpolige Leiste angeboten, die je nach Bedarf in passende Teile (meist zwei, drei oder vier Pole) geschnitten werden kann. Beim Schneiden ist darauf zu achten, dass die seitliche Isolierung am Klemmblock unverletzt bleibt, also nur die Verbindungsstege geschnitten werden.
In der Hausinstallation findet man Lüsterklemmen in Anschlussbaldachinen von Decken- oder Wandleuchten.
Bei Elektroarbeiten durch Fachkräfte werden vorgefundene Lüsterklemmen oftmals durch Federkraftklemmen ersetzt, die bei geringfügig höheren Kosten eine deutlich sicherere und einfacher zu verarbeitende Verbindung herstellen. Durch die dauerhaft vorhandene Federklemmung und die Selbsthemmung bei Zugbeanspruchung lockert sich eine solche Verbindung im Gegensatz zu einer Schraubklemmung auch langfristig nicht.
In Niedervolt-Halogen-Beleuchtungsanlagen mit ihren charakteristischen hohen Stromstärken kann es bei mangelhaften Kontaktstellen zu deutlicher Wärmeentwicklung infolge von Übergangswiderständen kommen. Daher werden hier bevorzugt wärmefeste Lüsterklemmen eingesetzt. Für den Einsatz in Herdanschlussdosen, wie es sie in Deutschland gibt, gibt es lastfeste Ausführungen. Besser sind jedoch auch hier Universal-Federzugklemmen für verschiedene Leitertypen, da sie schnelle, unkomplizierte und besonders langlebige Verbindungen ermöglichen.

## Dosenlüsterklemme
Eine Sonderform stellt die Dosenlüsterklemme (auch DoLü-, DoLi- oder Dosenklemme) dar, die platzsparender gebaut ist und nur eine Klemmschraube hat; es gibt sie beidseitig offen oder einseitig geschlossen. Ihr originärer und namensgebender Verwendungsort ist die Abzweigdose.

## Richtlinien zur Verwendung
Vor der Verwendung von Lüsterklemmen ist in jedem Einzelfall zu prüfen, ob die für die Anwendungssituation jeweils zutreffenden Richtlinien eingehalten werden. In Deutschland beispielsweise sind gemäß VDE-Normen Lüsterklemmen oder andere lose Klemmen nicht zur Verbindung von Leitern in Verteilern zugelassen, da damit bestimmte Forderungen nicht erfüllt werden können. Dort sind fix montierte Reihenklemmen oder Klemmleisten zu verwenden.

## Lüdenscheider Lüsterklemme
Die Stadt Lüdenscheid verleiht eine Ehrung namens "Lüdenscheider Lüsterklemme", bezugnehmend auf die in Lüdenscheid stark vertretene Lampenindustrie und eben auch der Produktion von Lüsterklemmen.